# Christian Müller (calciatore 1984)
Christian Müller (Berlino, 28 febbraio 1984) è un calciatore tedesco, centrocampista del Lockhausen.

## Carriera

### Club
Ha giocato nella prima divisione dei campionati tedesco ed ungherese, e nella seconda divisione tedesca.

### Nazionale
Ha giocato nella nazionale tedesca Under-21.

## Palmarès

### Club

#### Competizioni nazionali
- 3. Liga: 1

Arminia Bielefeld: 2014-2015